# Салолейка

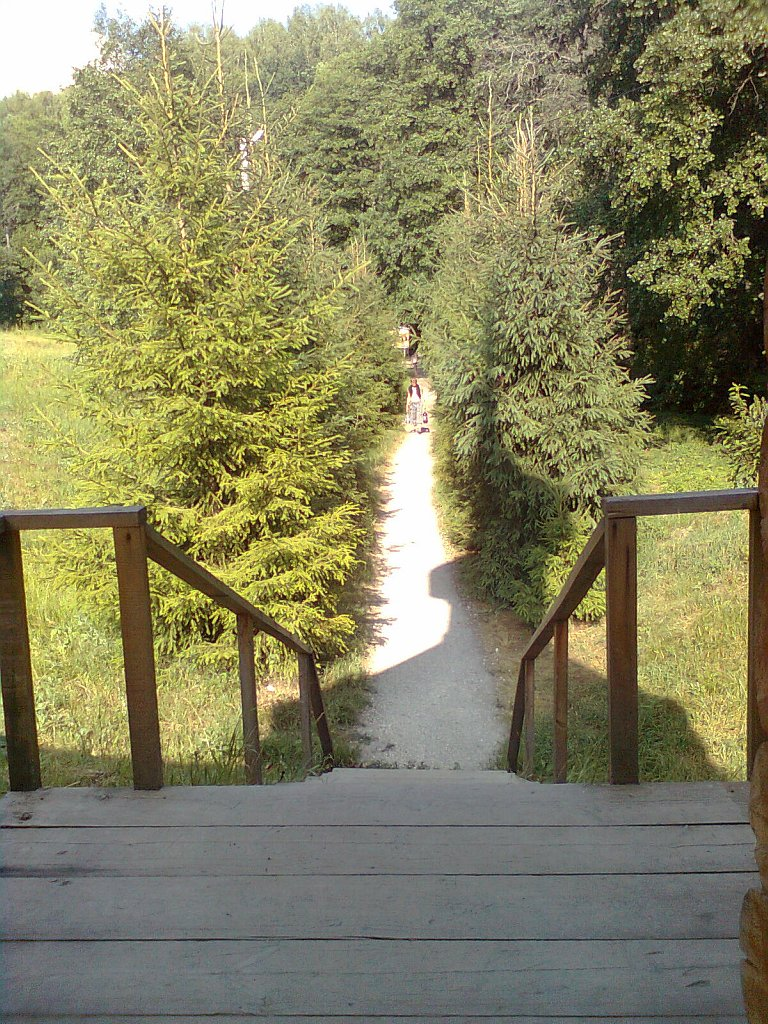
Дорога к источникам

Салолейка — группа святых источников, находящихся в Пензенской области, близ города Нижний Ломов.

## История
Приблизительно в 1670 году на этом месте появился женский монастырь, однако после набега разбойников некоторое время Салолейка пребывала в запустении, но уже к 1711 была воздвигнута деревянная церковь. В 1764 году монастырь подвергся ревизии. По указу императрицы Екатерины II всё его имущество было учтено и занесено в специальную опись. Это положило конец существованию Салолейского монастыря.

## Современное состояние
В настоящее время насчитывается 17 родников. До сих пор Салолейка почитается православными верующими как одно из святых мест Пензенской области.